# Carlo Minchiatti
Carlo Minchiatti (* 30. Dezember 1915 in San Valentino della Collina, Provinz Perugia, Italien; † 11. April 1996 in Benevento) war Erzbischof von Benevent.

## Leben
Minchiatti erhielt am 9. Juli 1939 die Priesterweihe. 
Papst Paul VI. ernannte ihn 1969 zum Weihbischof in Aquino, Sora und Pontecorvo. Am 9. November 1969 spendete ihm Erzbischof Ferdinando Lambruschini die Bischofsweihe. Am 29. Mai 1971 wurde Minchiatti selbst Bischof von Aquino, Sora und Pontecorvo, ehe er 1982 Erzbischof von Benevent wurde. Er legte im November 1985 den Grundstein für das neue Priesterseminar. Am 8. Juni 1990 erhob er mit päpstlicher Erlaubnis die Franziskaner der Immakulata zum Institut des geweihten Lebens bischöflichen Rechts.
Am 25. November 1991 nahm Papst Johannes Paul II. sein aus Altersgründen eingereichtes Rücktrittsgesuch an und ernannte Serafino Sprovieri zu seinem Nachfolger. Fünf Jahre später starb Carlo Minchiatti.